# Ecnomus tamiok
Ecnomus tamiok is een schietmot uit de familie Ecnomidae. De soort komt voor in het Australaziatisch gebied.